# Bill Gates
William Henry Gates III., splošno znan kot Bill Gates [bíl- gêjc], ameriški programer in poslovnež, * 28. oktober 1955, Seattle, Washington, ZDA. 
Gates je skupaj s sodelavci napisal izvirni tolmač BASIC za Altair 8800 (eden prvih mikroračunalnikov). S Paulom Allenom je ustanovil podjetje Microsoft, ki ga je vodil do leta 2000, še vedno pa je član upravnega odbora in največji posamezni delničar. Po mnenju revije Forbes je Gates najbogatejši človek na svetu.
Gates je formalno izobrazbo tako kot Allen pridobival na Državni univerzi Washingtona, kasneje pa na Harvardu, vendar študija ni dokončal, saj se je posvetil uspešni poslovni karieri. Na Harvardu je srečal tudi Steva Ballmerja, današnjega predsednika uprave Microsofta. Gates se je leta 1994 poročil z Melindo French. Imata tri otroke: Jennifer Katharine Gates (1996), Rory John Gates (1999) in Phoebe Adele Gates (2002). Družina Gates živi v Medini v Washingtonu v ogromnem domovanju, polnem elektronike in tehnologije. Posestvo in hiša naj bi bila vredna 113 milijonov dolarjev.
Leta 1975 sta Gates in Allen ustanovila Micro-Soft, kasneje Microsoft Corporation in začela tržiti Microsoft BASIC, različico BASICa, ki je bil običajno vgrajen v bralnih pomnilnikih (ROM) večine hišnih in osebnih mikroračunalnikov v sedemdesetih in osemdemdesetih letih.
Bill Gates je leta 1976 opozoril, da programske opreme ne bi smeli kopirati brez dovoljenja založnika, kot je bilo to v navadi do tedaj, in to dejanje označil za softversko piratstvo. Microsoftov ključni trenutek pa je bil, ko je IBM načrtoval vstop na tržišče z osebnim računalnikom IBM PC leta 1981. IBM je potreboval operacijski sistem. Najprej so skušali narediti posel pri podjetju Digital Research, ki pa se ni strinjalo s pogoji. Kasneje so se vrnili k Microsoftu, ki ni imel operacijskega sistema, vendar je Gates od Tima Patersna za 50.000 dolarjev odkupil pravice za operacijski sistem, ki je bil klon CP/M in QDOS in ga prodal IBMu z imenom MS-DOS/PC-DOS. Microsoft je obdržal pravico prodaje MS-DOSa drugim proizvajalcem računalnikov in tržišče IBM-PC združljivih računalnikov je naredilo ta operacijski sistem za enega najbolj razširjenih.
Gates je z ženo Melindo ustanovil dobrodelno fundacijo Bill & Melinda Gates Foundation, ki pomaga ljudem v tretjem svetu pri šolanju in zdravstvu. Leta 1999 sta fundaciji darovala 5 milijard dolarjev, skupaj pa kar 28 milijard dolarjev.
Gates je na Forbsovi lestvici 400 najbogatejših številka ena od leta 1993 do danes, čeprav je njegovo premoženje z 90 milijardami dolarjev leta 1999 padlo na 46 milijard dolarjev leta 2005. Padec je bil posledica propada Dot-com podjetij, kar je vplivalo tudi na Microsoft. Leta 2019 je po aferi s sodelavko in notranji preiskavi odstopil z mesta v upravi Microsofta, čeprav je te navedbe njegova tiskovna predstavnica zanikala.
Po 27 letih zakona z Melindo Gates je Bill 3. maja preko Twitterja sporočil, da se bo ločil; vendar si je to želel storiti že marca. Pri tem naj bi še skupaj sodelovala v dobrodelni fundaciji, ki si jo lastita. Ta naj bi se ločil zaradi svoje kitajske tolmačke, vendar je bilo kasneje objavljenih več razlogov. Ločila naj bi se tudi zaradi Billovega sodelovanja z Jeffreyem Eppsteinom in več afer s sodelavkami v zgodnjih 2000. letih.